# Badinan
Badinan (kurdiska: Bahdînan) är en region i södra Kurdistan (norra Irak). Från 1300-talet fram till 1800-talet var platsen centrum för Emiratet av Badinan. Dialekten som pratas i Badinan kallas för bahdini, men räknas som en lokaldialekt av kurmanji.